# شريفة زهور
شريفة د. زهور هي أكاديمية وباحثة في مجال الأمن القومي في الشرق الأوسط والعالم الإسلامي. وكانت مؤخرًا باحثة زائرة في مركز دراسات الشرق الأوسط بجامعة كاليفورنيا، بيركلي، وهي مديرة معهد دراسات الشرق الأوسط والإسلامية والاستراتيجية.

## حياة مهنية
أحدث كتاب لها عن الفنون هو الرقص الشعبي والموسيقى في مصر الحديثة، وهو عبارة عن مسح وتحليل فريد لأنواع الرقص والموسيقى المتعددة في مصر.  كتبت سابقًا كتاب "تضارب المصالح في مصر: السياسة، والأعمال التجارية، والدينية، والنوع الاجتماعي، والثقافة الشعبية" الذي شاركت في تأليفه مع مارلين تادرس ( لويستون، نيويورك : مطبعة إدوين ميلين : 2017).  بالإضافة إلى دراسة عن الوضع السياسي في مصر في عهد مبارك، وكتاب عن صعود الإسلاموية في مصر وتأثيرها على المرأة والعديد من الدراسات الأخرى حول القضايا في مصر ودول الشرق الأوسط الأخرى. نشرت مقال رأي موسع حول قضية سرحان سرحان في الذكرى الخمسين لاغتيال روبرت ف. كينيدي. 
كانت شريفة زهور أستاذا زائرا متميزا في دراسات الأمن القومي من عام 2004 إلى عام 2006، ثم أستاذا باحثا في الدراسات الإسلامية والإقليمية من عام 2006 إلى عام 2009 في معهد الدراسات الاستراتيجية التابع لكلية الحرب العسكرية الأمريكية .  ومن بين الزملاء الدوليين الذين درسوا معها هناك المشير عبد الفتاح السيسي الرئيس المصري حالياً ؛ واللواء صدقي صبحي، وزير الدفاع المصري السابق؛ وتيسير عبد الله صالح، ملحق الدفاع في سفارة اليمن وابن شقيق الرئيس الراحل صالح. 
وقد شغلت أيضًا مناصب أعضاء هيئة التدريس في الجامعة الأمريكية بالقاهرة ، ومعهد ماساتشوستس للتكنولوجيا ، وجامعة كاليفورنيا، بيركلي، وجامعة بن غوريون في النقب، وجامعة ولاية كاليفورنيا ساكرامنتو، وجامعة ولاية كليفلاند. 
ساهمت زهور في مجموعات عمل الدراسات الحكومية والدفاعية، ومجموعة عمل مكافحة الإرهاب التابعة لمنظمة حلف شمال الأطلسي، ولجنة حول اليمن، وإصلاحات الحقوق القانونية، وغيرها من الجهود في العديد من المواضيع بما في ذلك الحقوق القانونية للمرأة، بما في ذلك مكافحة الإرهاب والحركات الإسلامية في مصر والمملكة العربية السعودية وسوريا . العراق ، لبنان ، الضفة الغربية ، ليبيا، اليمن، المغرب، وغزة . وقد ساهمت أيضًا في مجموعات العمل البحثية والحقوقية القانونية المتعلقة بحقوق الإنسان والمرأة.  
وهي رئيسة سابقة لجمعية دراسات المرأة في الشرق الأوسط. 
كانت شريفة زهور مناصرة للإصلاحات القانونية لصالح النساء في المنطقة. 

## أعمالها
تشمل منحة زهور ما يلي:
•. الرقص الشعبي والموسيقى في مصر الحديثة. مكفارلاند. 2022.
• تضارب مصالح مصر منذ عام 2011: الثقافة السياسية والتجارية والدينية والاجتماعية والشعبية. شارك في تأليفه مع مارلين تادروس. لويستون ، نيويورك: إدوين ميلين الصحافة.
• المملكة العربية السعودية. ايه بي سي كليو.
• "الثورة المصرية تعيد تشكيل المدافعين عن حقوق المرأة وأهدافهم."في الأقليات والنساء والدولة في شمال إفريقيا. مطبعة البحر الأحمر.
• "المشهد المتغير للثورة السورية."في رجال الأعمال في الأسلحة في الشرق الأوسط. رومان وليتلفيلد.
• "السيد ، شرطة التدخل السريع وأتباعهم في الشتات: أتباع جي إرملين (حزمت) ومكتاب تاريغا أوفيسي شاهماغسودي" ، في آفاق جديدة للمسلمين في الشتات في أوروبا وأمريكا الشمالية. بالجريف ماكميلان.
• "المرأة الشيعية في سهل البقاع الشرقي."في" تمشيا مع الإلهي": النضال من أجل المساواة بين الجنسين في لبنان. مجموعة أبيليان.
• "سعي المرأة لتحقيق المساواة في مصر ما بعد الثورة."في الحركات النسائية والحركات المضادة: السعي لتحقيق المساواة بين الجنسين في جنوب شرق آسيا والشرق الأوسط. علماء كامبريدج.
• "المطالبة بمساحة للأقليات في مصر بعد الربيع العربي."في التعددية الثقافية والديمقراطية في شمال أفريقيا. روتليدج.
• "استراتيجية في المعركة على "لها": الإسلاموية والعلمانية."في النوع الاجتماعي والعنف في الشرق الأوسط. روتليدج.
• "الحد من العنف في المملكة العربية السعودية وخارجها."في الإرهاب المحلي: فهم ومعالجة الأسباب الجذرية للتطرف بين الجماعات ذات التراث المهاجر في أوروبا. دائرة الرقابة الداخلية الصحافة.
• "نهج متعدد الثقافات لقضية التطرف الإسلامي," باللغة البرتغالية في بوديموس فيفر سيم أو الخاتمة? وباللغة الإنجليزية, يمكننا أن نعيش من دون الآخر? أركاتا.
• "كوسك جنبا إلى جنب إرهاب الدولة?"بالنسبة لمختبر أبحاث راند / القوات الجوية الأمريكية والكتاب الأبيض متعدد الوكالات حول إزالة التطرف وتحويل التطرف الإسلامي ، 2012.
• "الأساس الأيديولوجي للتطرف الإسلامي وآثاره على نزع التطرف"
• أسرار أسمهان. (عربي) دار المدى ودار مدبولي.
• حماس وإسرائيل: التفاعل الاستراتيجي في السياسة الجماعية, مباحث أمن الدولة.
* الدقة في الحرب العالمية على الإرهاب: تحريض المسلمين
من خلال حرب الأفكار. مباحث أمن الدولة.
• مصر: التحديات الأمنية والسياسية والإسلامية. مباحث أمن الدولة.
• العراق وتمكين المرأة والسياسة العامة. مباحث أمن الدولة
• العراق وإيران والولايات المتحدة: تأثير المثلث الجديد على
الطائفية والتهديد النووي. مباحث أمن الدولة
• مائة أسامة ومستقبل مكافحة التمرد. مباحث أمن الدولة
• السعودية: الإسلاموية والإصلاح السياسي والحرب العالمية على الإرهاب.
مباحث أمن الدولة.
• "سلطة الدولة وتقدم الإسلاموية المتشددة والمعتدلة في مصر" في مكافحة الإرهاب والتمرد في القرن 21, المجلد. ثالثا. برايجر الأمن الدولي.
• "القومية والتمرد وإعادة الإعمار في العراق."في القوميات في جميع أنحاء العالم: نظرة عامة على قوميات الدول الموهوبة وعديمة الجنسية. المجلد. ثانيا
• "سوريا: ملاذا للإرهابيين?"و" مستقبل جديد للجهاد في مصر?"في كشف الإرهاب: مراجعة عالمية للأنشطة الإرهابية. جيمستاون.
• "القانون الجنائي والمرأة والجنس في الشرق الأوسط."في المرأة والجنس في الشرق الأوسط.
• الشرق الأوسط: السياسة والتاريخ والوطني الجديد. إيميدس.
• الأحكام الإسلامية في الحرب مع مجلس حقوق الإنسان يوسف أبو العينين. مباحث أمن الدولة
• الجنسانية والجنس والقوانين الجنائية في الشرق الأوسط وشمال أفريقيا: دراسة مقارنة. كيه كيه اتش / دبليو دبليو أر.
• المرأة والنوع الاجتماعي في الشرق الأوسط والعالم الإسلامي اليوم. أوكب.
• ألوان السحر: الفنون البصرية والأدائية في الشرق الأوسط. أوكب.
• أسرار أسمهان: المرأة والحرب والأغنية. يو تي برس والساقي.
• صور السحر: الفنون البصرية والأدائية في الشرق الأوسط. أوكب.
• الكشف عن التوبيخ: أيديولوجية الجندر الإسلامية في مصر المعاصرة. جامعة ولاية نيويورك.
• موسوعة الصراع العربي الإسرائيلي (محرر مساعد)
• حروب الشرق الأوسط: النسخة الأكاديمية ، الخليج الفارسي ، أفغانستان ، العراق. (محرر مساعد)